# Problèmes d'adultes
Singles de Sexion d'Assaut
J'reste debout
(2012)
Pistes de L'Apogée
Prévenez les haineux
(18) En direct de la Lune
(20)
Problèmes d'adultes est une chanson du groupe de rap parisien Sexion d'Assaut sortie le 15 novembre 2012. Le single sort le 15 novembre 2012 sous le label Jive Records et distribué par le major Sony Music Entertainment. Dixième single extrait du deuxième album studio L'Apogée (2012) version Deluxe, la chanson est écrite par les membres du groupe Lefa, Black Mesrimes, Maître Gims, Maska et par Barack Adama. Problèmes d'adultes est produit par Wati-B. Le single se classe dans le top 20 en France la semaine du 26 novembre 2012.

## Classement par pays
| Classement (2012)                       | Meilleure position |
| --------------------------------------- | ------------------ |
| France (SNEP)                           | 11                 |
| Belgique (Wallonie Ultratop 50 Singles) | 8                  |